# Balcones Heights (Teksas)
Balcones Heights je grad u američkoj saveznoj državi Teksas. Prema popisu stanovništva iz 2010. u njemu je živjelo 2.941 stanovnika.